# كودي ميلر
كودي ميلر (ولد في 9 كانون الثاني 1992) هو سباح اميركي متخصص في الصدر. في الألعاب الأوليمبية الصيفية عام 2016 ، ميلر فاز بالميدالية البرونزية في الرجال 100 متر صدرا والميدالية الذهبية في رجال 4 × 100 متر تتابع متنوع.
ميلر قد حصل على ما مجموعه خمسة ميداليات في المسابقات الدولية الكبرى: اثنين ميداليات ذهبية وأخرى فضية واثنان برونزية في مسابقات الاحواض الطويلة و قصيرة.

## وصلات خارجية
- كودي ميلر على موقع الاتحاد الدولي للسباحة (الإنجليزية)
- كودي ميلر على موقع SwimRankings.net (الإنجليزية)
- كودي ميلر على موقع اللجنة الأولمبية الدولية (الإنجليزية)
- كودي ميلر على موقع أوليمبيديا (الإنجليزية)
- كودي ميلر على موقع اللجنة الأولمبية والبارالمبية الأمريكية (الإنجليزية)
- كودي ميلر في موقع الاتحاد الدولي للسباحة
- قالب:USA Swimming profileالولايات المتحدة الأمريكية السباحة
- كودي ميلر في اللجنة الأولمبية الأمريكية
- كودي ميلر – جامعة إنديانا رياضي الشخصي في IUHoosiers.com
- BatmansBreastroke – Imgur الشخصي في imgur.com